# Molophilus (Molophilus) duplex
Molophilus (Molophilus) duplex is een tweevleugelige uit de familie steltmuggen (Limoniidae). De soort komt voor in het Australaziatisch gebied.